# Icosidodecadodecaedro camuso
In geometria, l'icosidodecadodecaedro camuso è un poliedro stellato uniforme avente 104 facce - 80 triangolari, 12 pentagonali e 12 a forma di pentagramma - 150 spigoli e 60 vertici.

## Coordinate cartesiane
Le coordinate cartesiane per i vertici dell'icosidodecadodecaedro camuso, spesso indicato con il simbolo U46 e il cui inviluppo convesso è un dodecaedro camuso non uniforme, sono date da tutte le permutazioni pari di:
{\displaystyle \left(\,\pm 2\alpha ,\,\pm 2\gamma ,\,\pm 2\beta \,\right)}
{\displaystyle \left(\,\pm (\alpha +\beta \varphi ^{-1}+\gamma \varphi ),\,\pm (-\alpha \varphi +\beta +\gamma \varphi ^{-1}),\,\pm (\alpha \varphi ^{-1}+\beta \varphi -\gamma )\,\right)}
{\displaystyle \left(\,\pm (-\alpha \varphi ^{-1}+\beta \varphi +\gamma ),\,\pm (-\alpha +\beta \varphi ^{-1}-\gamma \varphi ),\,\pm (\alpha \varphi +\beta -\gamma \varphi ^{-1})\,\right)}
{\displaystyle \left(\,\pm (-\alpha \varphi ^{-1}+\beta \varphi -\gamma ),\,\pm (\alpha -\beta \varphi ^{-1}-\gamma \varphi ),\,\pm (\alpha \varphi +\beta +\gamma \varphi ^{-1})\,\right)}
{\displaystyle \left(\,\pm (\alpha +\beta \varphi ^{-1}-\gamma \varphi ),\,\pm (\alpha \varphi -\beta +\gamma \varphi ^{-1}),\,\pm (\alpha \varphi ^{-1}+\beta \varphi +\gamma )\,\right)}
con un numero pari di segni più, dove {\displaystyle \varphi ={\tfrac {1+{\sqrt {5}}}{2}}} è la sezione aurea, {\displaystyle \rho \approx 1,324718} è il numero plastico, ossia l'unica soluzione reale dell'equazione {\displaystyle x^{3}=x+1}, e
{\displaystyle \alpha =\rho +1=\rho ^{3}\approx 2,324718}
{\displaystyle \beta =\varphi ^{2}\rho ^{4}+\varphi \approx 9,680520}
{\displaystyle \gamma =\rho ^{2}+\varphi \rho \approx 3,898317}

## Poliedri correlati

### Esacontaedro esagonale medio
L'esacontaedro esagonale medio è un poliedro stellato isoedro, nonché il duale dell'icosidodecadodecaedro camuso, avente per facce 60 esagoni irregolari.
Dato un icosidodecadodecaedro camuso di spigolo pari a 1, immaginando l'esacontaedro esagonale medio come composto da 60 facce intersecanti a forma di esagono irregolare, come riportato nella figura sottostante, di cui solo una parte visibile all'esterno del solido, e considerando la già citata sezione aurea, il già citato numero plastico e il numero {\displaystyle \xi =-1/(2\rho )}, ogni faccia risulta avere quattro angoli uguali di ampiezza pari a {\displaystyle \arccos(\xi )\approx 112,175\,128\,045\,27^{\circ }}, uno ampio {\displaystyle \arccos(\phi ^{2}\xi +\phi )\approx 50,958\,265\,917\,31^{\circ }} e uno ampio {\displaystyle 360^{\circ }-\arccos(\phi ^{-2}\xi -\phi ^{-1})\approx 220,341\,221\,901\,59^{\circ }}, con due lati corti di lunghezza pari a {\displaystyle 1-{\sqrt {(1-\xi )/(\phi ^{3}-\xi )}}\approx 0,453\,587\,559\,98}, due più grandi di lunghezza pari a {\displaystyle 1+{\sqrt {(1-\xi )/(-\phi ^{-3}-\xi )}}\approx 4,121\,448\,816\,41} e due medi di lunghezza pari a 2.